# Taheruddin Thakur
Taheruddin Thakur, décédé le 17 février 2009 était un politicien bangladais. Il a été ministre d'État à l'information au cabinet du président Sheikh Mujibur Rahman.

## Carrière
Thakur a été arrêté le 14 août 1996 pour l'accusation d'assassinat du Sheikh Mujibur Rahman qui a eu lieu le 15 août 1975. Il a été acquitté de l'affaire plus tard. Le 20 octobre 2004, le tribunal de première instance a acquitté Thakur d'une autre accusation de meurtre durant le Jail Killing Day.
Thakur a travaillé comme journaliste au Daily Ittefaq. Il est décédé le 17 février 2009 des suites d'une maladie rénale.